# École Saint-Valère de Port-sur-Saône
L'École Saint-Valère de Port-sur-Saône est une école située à Port-sur-Saône, dans la Haute-Saône.

## Histoire
L'école fut construit en 1937 et 1938 sous l'impulsion du maire de la ville André Liautey, sous-secrétaire d'État à l'Agriculture.
L'école et sa cour, en totalité, à l'exception des bâtiments annexes, sont inscrits au titre des monuments historiques par arrêté du 11 septembre 2018.